# Miljan Miljanić
Miljan Miljanić (* 4. Mai 1930 in Bitola, Königreich Jugoslawien; † 13. Januar 2012 in Belgrad) war ein jugoslawischer Fußballtrainer und -funktionär.

## Karriere als Trainer
Miljan Miljanić wurde 1930 in Bitola geboren; seine Familie stammte ursprünglich aus Nikšić. Während seiner abwechslungsreichen Trainerlaufbahn war er insgesamt drei Mal Trainer der Jugoslawischen Nationalmannschaft und führte diese zur WM 1974, wo man in der zweiten Finalrunde ausschied, und zur WM 1982, wo man bereits in der ersten Finalrunde ausschied. Die Qualifikation für die EM 1980 in Italien wurde knapp verpasst. Besonders von Erfolg gekrönt war seine Laufbahn im Vereinsfußball, wo er mit Roter Stern Belgrad in acht Jahren sieben Titel feiern konnte. Nach der WM 1974 versuchte er sich erfolgreich im Ausland als Trainer bei Real Madrid. Bereits in der ersten Saison führte er die Mannschaft zum Double und in der darauffolgenden Saison zur Titelverteidigung der Meisterschaft. Gleiches versuchte er auch nach der WM 1982, als er den Trainerposten beim FC Valencia annahm. Allerdings war ihm dieses Mal kein Erfolg vergönnt und er beendete seine Trainerkarriere.
Als Funktionär war Miljanić zuerst der Präsident des Jugoslawischen Fußballverbandes und im Anschluss an dessen Aufspaltung ab 1992 bis zum März 2001 der Präsident des Serbischen Fußball-Bundes. Am 13. Januar 2012 starb Miljan Miljanić nach einem langen Krebsleiden.

## Erfolge als Trainer
- Jugoslawischer Meister: 1967/68, 1968/69, 1969/70, 1972/73
- Jugoslawischer Pokalsieger: 1967/68, 1969/70, 1970/71
- Spanischer Meister: 1975, 1976
- Spanischer Pokalsieger: 1974/75